# Gabriel González Taltabull
Gabriel González Taltabull (Jerez de la Frontera, 1892 - Sevilla, 9 de juliol de 1938) va ser un periodista i polític espanyol, membre del Partit Republicà Radical i d'Unió Republicana. Va morir assassinat pels franquistes en 1938.

## Biografia
Proclamada la Segona República, va ser nomenat governador civil de Guadalajara el 17 d'abril de 1931 fins al 20 de maig, moment en el qual va ser nomenat per al mateix càrrec en la província de Cadis, sent rellevat un any més tard. El 1933 va ser nomenat membre del Tribunal de Garanties Constitucionals, enfront del socialista Manuel Martínez Pedroso. Afí a Diego Martínez Barrio, es va unir a ell quan va crear el Partit Radical Demòcrata, més tard cofundador d'Unió Republicana. Taltabull es va convertir, així, en líder de la nova formació a la província de Cadis. Es va presentar en la candidatura del Front Popular a les eleccions de 1936, sent escollit diputat amb 98.296 vots.
En el moment del cop d'estat que va donar lloc a la Guerra Civil es trobava a Sevilla, aconseguint fugir de la repressió deslligada per Queipo de Llano gràcies al sacerdot Francisco Carrión Mejías (confessor de Blas Infante) qui el va amagar en un refugi de sacerdots i, més tard, a casa d'un funcionari. Al mateix temps, sota les ordres de Queipo de Llano, el Diario de Cádiz va fer públiques les llistes de maçons que havien estat robades pels revoltats de les seus de la lògies. Taltabull va aparèixer en la del 17 de setembre, publicada tant amb el seu nom real com amb el seu nom simbòlic dins de la lògia: Shopenhauer.
Taltabull, assabentat, va romandre amagat vint-i-dos mesos fins que li va arribar una carta d'un amic que li proposava ajudar-lo a fugir, citant-lo al port de Sevilla. No obstant això la carta era una falsificació, estratagema d'un grup falangista, i va ser detingut en arribar al port sevillà el 14 de maig de 1938. Va ser afusellat en aplicació del bàndol de guerra de Queipo de Llano el 9 de juliol d'aquest any. El 1940, l'ajuntament gadità va informar sobre Taltabull com a maçó i responsable polític a Cadis al jutjat de Responsabilitats Polítiques, indicant que desconeixia el seu parador.